# Strålsnäs
Strålsnäs – miejscowość (tätort) w Szwecji, w regionie administracyjnym (län) Östergötland, w gminie Boxholm.
Według danych Szwedzkiego Urzędu Statystycznego liczba ludności wyniosła: 450 (31 grudnia 2015), 423 (31 grudnia 2018) i 425 (31 grudnia 2019).